# Eiga Chūnibyō Demo Koi ga Shitai! Take On Me
Eiga Chūnibyō Demo Koi ga Shitai! Take On Me (映画 中二病でも恋がしたい！ -Take On Me-?) es una película de comedia romántica de anime japonesa de 2018 dirigida por Tatsuya Ishihara y basada en la serie de novelas ligeras de Torako Love, Chūnibyō Demo Koi ga Shitai!. Se estrenó en Japón el 6 de enero de 2018 y tiene la licencia de Sentai Filmworks y Madman Entertainment.

## Sinopsis
Luego de los eventos de la serie, Yūta Togashi, Rikka Takanashi y Shinka Nibutani, están a punto de ingresar a su tercer año de secundaria. Su junior, Sanae Dekomori, es ahora la presidenta del consejo estudiantil. La hermana de Rikka, Tōka, le dice a Yūta en una llamada desde Italia que quería traer a Rikka a Italia mientras su carrera se estabiliza. Yuta y Rikka inicialmente suponen que estaba destinado a durar todas las vacaciones de primavera. Sin embargo, pronto descubren que Tōka tiene la intención de llevar permanentemente a Rikka a Italia. Esa noche, Shinka y Sanae, junto con su amigo Satone Shichimiya y el mayor Kumin Tsuyuri, sugieren que los dos se fuguen. Los dos están de acuerdo y abordan el tren al día siguiente.
Tōka pronto descubre el plan y se enfrenta a los miembros restantes. Después de revelar que había grabado en secreto su conversación anoche, chantajea al grupo. Temerosos de perder reputación en la escuela, Sanae y Shinka obedecen.
Shinka y Sanae finalmente encuentran a Rikka y Yūta en la Torre Kyoto, pero los dos logran abordar un tren a Kobe. Más tarde, Tōka se enfrenta a Yūta en un restaurante. Después de hacer preguntas sobre el chūnibyō de Rikka, Tōka deja que los dos se vayan, advirtiéndoles que los detendría si se cruzan nuevamente.
Rikka y Yūta llegan a Wakayama, donde intentan reservar una habitación en un love hotel. Finalmente fallan y, cuando se van, ven a Sanae y Shinka. Yuta deduce que Tōka los está rastreando usando el teléfono de Rikka. Toman un autobús nocturno a Tokio. Sin que Rikka lo sepa, Yūta compra un anillo con forma de mariposa. Al quedarse sin dinero, deciden ir a Hokkaido a visitar a la madre de Rikka. Sin embargo, los dos no conocen los datos de contacto, por lo que intentan recuperarlos en un garaje del sótano y Tōka no puede usar la señal telefónica de Rikka para rastrearlos. Sin embargo, el teléfono logra transmitir una señal débil, suficiente para revelar su ubicación a Tōka.
Al día siguiente, Rikka y Yūta van al aeropuerto de Haneda, donde ven a Shinka y Sanae. Después de crear una distracción para los dos, abordan con éxito un vuelo a Hokkaido.
Al llegar a Hokkaido, Yuta revela su intención de hablar con la madre de Rikka sobre su futuro. La pareja pronto descubrió que la madre de Rikka no está en casa, sino en Aomori. Mientras tanto, Rikka llama a Satone a casa para contarle que "está perdiendo poderes". Al día siguiente, Yuta descubre que Rikka lo abandonó mientras dormía. Sin embargo, pronto supo por la madre de Rikka que Rikka ya se había reunido con ella esa mañana.
Mientras tanto, Rikka se encuentra junto a un acantilado junto al mar, luchando por sus sentimientos encontrados. Satone y Kumin llegan al lugar y convencen a Rikka de que regrese con Yūta. Rikka les confiesa sus pensamientos, preocupada de que si cambia, podría perder a Yuta. Sanae y Shinka también llegan al lugar y le dicen al grupo que le habían informado a Yuta sobre el paradero de Rikka. Como señal de tregua, Shinka les da billetes para un ferry a casa. La pareja se reencuentra con un gran abrazo.
En el ferry a casa, Rikka le pregunta a Yūta sobre su "abandono de sus poderes" y si Yūta todavía la ama incluso después de eso. Yuta reafirma su amor por ella, lo que lleva a su primer beso.
Rikka, Yūta y sus amigos asisten a lo que se revela como la boda de Tōka con un italiano y toda la búsqueda fue una artimaña para poner a prueba la determinación de Yūta.
En la escena poscréditos, el nuevo apartamento de Rikka ahora está dos pisos por encima del de Yūta. Mientras Rikka desciende de una cuerda para encontrarse con él, Yuta se da cuenta de que todo en ella es la razón por la que se enamoró de ella en primer lugar.

## Reparto
| Personaje         | Actor de voz     |
| ----------------- | ---------------- |
| Yuta Togashi      | Jun Fukuyama     |
| Rikka Takanashi   | Maaya Uchida     |
| Shinka Nibutani   | Chinatsu Akasaki |
| Kumin Tsuyuri     | Azumi Asakura    |
| Sanae Dekomori    | Sumire Uesaka    |
| Satone Shichimiya | Juri Nagatsuma   |
| Makoto Isshiki    | Sōichirō Hoshi   |
| Toka Takanashi    | Eri Sendai       |
| Kuzuha Togashi    | Kaori Fukuhara   |
| Nanase Tsukumo    | Kikuko Inoue     |
| Madre de Rikka    | Junko Iwao       |

## Producción
Kyoto Animation anunció la película el 19 de mayo de 2017. La mayor parte del personal regresó para la serie, con Tatsuya Ishihara dirigiendo la película. Jukki Hanada volvió a escribir el guion basado en la obra original de Torako. El diseñador de personajes Kazumi Ikeda también regresó, al igual que el compositor Nijine para crear la banda sonora de la película. El cantante ZAQ interpretó el tema principal de la película, "Journey". Mutsuo Shinohara se desempeñó como director de arte, Akihiro Ura como director de fotografía y Yota Tsuruoka como director de sonido. Rin Yamamoto estuvo a cargo del 3DCG de la película y Akiyo Takeda se desempeñó como artista clave de color. Hiroyuki Takahashi editó la película. Shochiku lo distribuyó en Japón.

## Lanzamiento
La película se estrenó en Japón el 6 de enero de 2018. Se estrenó en Blu-ray y DVD el 18 de julio de 2018. El 16 de abril de 2018, Sentai Filmworks anunció la licencia de la película. Las versiones en DVD y Blu-ray se lanzaron el 20 de noviembre de 2018. La película se estrenó en el Madman Anime Festival el 2 de junio de 2018.